# بعل آمون
بعل آمون أو بعل حمون أو بعل عمون (بالقرطاجية :𐤁𐤏𐤋 𐤇𐤌𐤍)، هو إله الطقس والمسؤول عن الخصوبة والمحاصيل، وعميد آلهة قرطاج في عهد حضارة الإمبراطورية القرطاجية  وكان يصور على أنه رجل عجوز بقرون كبشٍ معقوفة. يعتبر أحد أشهر آلهة قرطاج، وهو قرين تانيت، حامية قرطاج.
تجمع كل الدراسات على القول أن بعل حمون احتل مكانة متميزة ضمن آلهة قرطاج. ولقد تواصلت عبادة هذا الإله حتى تاريخ متأخر. بالرغم من انتشاره الكبير يبقى هنالك غموض بشان أصله وطبيعته. وهنالك عدة فرضيات حول أصوله. "والأصل في اسم بعل هو السيد أو الرب، وكان يمثل عند العرب روح الينابيع الطبيعية، ومنه عبارة الأرض "البعلية"، أي التي ترتوي طبيعياً، وربما كان الأصل في تسميته "بعل حماميم"، ما لم يكن ذلك وصفاً له ويكون الأصل في اسمه "بعل أمون" Bʿl Ammon، دمجاً بين الإله الكنعاني بعل والإله اللوبي أمون الذي كان معبده الأصلي في واحة سيوة غرب مصر، وهي المسمّاة أيضاً واحة أمون، وما يرجّح هذا الدمج بين المعبودين أن الكبش كان رمز الإله في قرطاج، وهو أيضاً رمز أمون. وقد كانت الصلاة إليه (في قرطاج ومعظم مدن الساحل الإفريقي) تُقرن عادة بالصلاة للإلهة تانيت Tanit التي كانت تسمّى "وجه بعل"، وقد يكون الجمع بينهما استمراراً لما كان أسلافهم الصوريون يفعلونه إذ كانوا يقرنون عبادة بعل مُلُكْ بعبادة عشتروت. وقد موثل بعل حمون بالإله الروماني جوبيتر وبالآلهة زيوس وأبوللو وساتورن. ويرمز له بكبش مقرّن.

## أصوله وجذوره
يعتقد البعض ان اله قرطاج بعل آمون يوافق بعل = سيد جبل الامانوس وهي فرضية قدمها لأول مرة ج.هاليفي سنة 1883 وقط اعطي على ذلك اكتشاف نقيشة الملك كيلامو (kilamua) التي تذكر بعل حمون في زينجرلي (توجد شرق جبل الامانوس جنوب شرق تركيا) دفعا كبيرا لهذه الفرضية التي حازت ثقة العديد من المختصين مثل م.ج.لاقرانج وم.ليدبرسكي وا.ليبينسكي.
الفرضية الثانية ترى ان بعل حمون يعني سيد مذبح البخور.
ذلك ان حمن تعني حسب هؤلاء المبخرة أو مذبح البخور وقد تعني أيضا الدعامات المقدسة التي هي إحدى السمات المميزة لبعل حمون وهي لها جذور كنعانية. وكلمة حمن (في الجمع) ورد ذكرها في التوراة وترتبط بالجذر حمن وتعني الساخن أو الحار. ويتبنى هذه النظرية اتباع كثر مثل ف.ك.موفارز ور.ديسو وا.ديبون -سومار وف.البرايت وغيرهم. وبهذا يكون بعل حمون سيد النار.
و لكي يتحاشوا الإشارة مباشرة لاسم الاله ايل لجؤوا إلى تلك التسمية بعل حمون اما بالنسبة لكلمة حمون فتختلف التاويلات فيمكن ان يعني هيكل العطر بالعبرية التوراتية يرد اسمه حمان.
لقد عُثِر على العديد من اللقي في كل من قرطاج وحضرموت واوتيكا وكركوان وغيرهم.

## ملامح بعل حمون
مثّل بعل حمون بالإله الروماني جوبيتر وبالآلهة زيوس وأبوللو وساتورن. ويرمز له بكبش مقرّن، وقد عثر لهذا الإله على تماثيل في أماكن متعددة، كما ظهرت صورته على العملة المضروبة بقورينا، ووجدت في قرطاج آلاف النقوش التي تمثّل صلوات وأدعية لبعل حمون باعتباره حامي المدينة والراعي الأكبر للقرطاجيين.
وقد مثلت وثائق عن بعل حمون بأنه رجل كثيف اللحية جالس على عرش مهيب يرفع أحيانا يده للمتعبدين. وفي النصب الشهير الذي تم اكتشافه في المعبد القرطاجي في حضرموت والذي يرجع للقرن الرابع أو الثالث الميلادي وفيه تظهر رسوما لشخص متعبد أمرد ربما كان أحد الكهنة ينتصب واقفاً رافعاً يديه بمحاذاة وجهه كتعبير عن الخضوع التام للاله. أما ذلك الإله فكان ذا لحية طويلة وعلى رأسه قلنسوة ذات شرائط يجلس فوق عرش ذي مسند مرتفع وقد حفرت على متكأ صورة الكائن الخرافي أبو الهول (سفنكس) ممسكاً بيده سنبلة قمح لها ساق تشبه الرمح ويرفع يده اليمنى ويدير كفها في إشارة لمباركته فمن أجل الحصول على بركة بعل حمون كان المؤمنون يضحون بأغلى ما لديهم.